# One-north
|  | Dieser Artikel wurde aufgrund von inhaltlichen Mängeln auf der Qualitätssicherungsseite der Redaktion Ostasien eingetragen. Dies geschieht, um die Qualität der Artikel aus dem Themengebiet Ostasien auf ein akzeptables Niveau zu bringen. Dabei werden Artikel gelöscht, die nicht signifikant verbessert werden können. Bitte hilf mit, die inhaltlichen Mängel dieses Artikels zu beseitigen, und beteilige dich bitte an der Diskussion! |

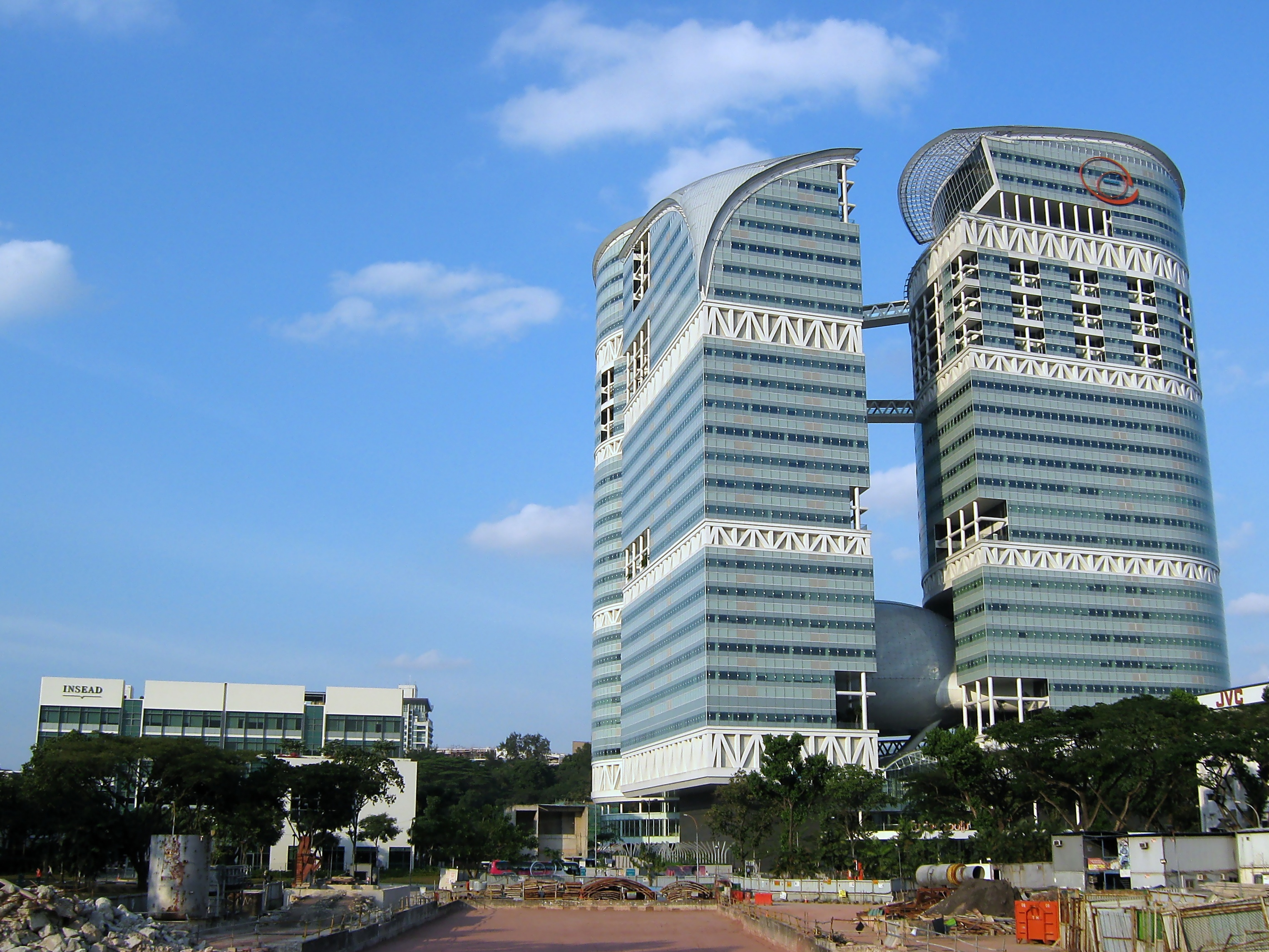
Fusionopolis

One-North ist eine Subzone und ein Gewerbegebiet in Queenstown, Singapur. Der Park wurde von der JTC Corporation für den Forschungs-, Entwicklungs- und Hochtechnologie-Cluster entwickelt, dieser umfasst die Bereiche der Biomedizin, Informations- und Kommunikationstechnologie (ICT) und Medientechnik.

## Grundlegendes

### Entstehung und Aufbau
Der Nationale Technologieplan von 1991 konzipierte die Entstehung des Forschungs- und Technologieparks und am 4. Dezember 2001, wurde vom ehemaligen Premierminister Tony Tan Keng Yam offiziell die Grundlage für die Schaffung eines Technologieparks und einer wissensbasierten Wirtschaft ins Leben gerufen.
One-north, das von Zaha Hadid Architects geplant wurde, liegt in der Nähe von Institutionen wie der National University of Singapore (NUS), INSEAD Asia Campus und den Singapore Science Parks. Im Jahr 2012 richtete die ESSEC Business School auch ihren asiatischen Campus in One-North ein, für eine Gesamtinvestition von 40 Millionen Singapur-Dollar. Dank der Nähe zum Holland Village hat der Bezirk einfachen Zugang zu Sozial- und Freizeiteinrichtungen.
Der Park ist in die 9 Teilbereiche Biopolis, Fusionopolis, Mediapolis, Vista, LaunchPad, Nepal Hill, Wessex und Ayer Rajah gegliedert.
Ein weiteres Ziel des One-north Projekts ist eine offene Gemeinschaft zwischen Expats und Einheimischen, die dort gemeinsam leben, arbeiten und entspannen können. Somit ist One-north nicht nur ein Regierungsprojekt, sondern auch ein von privaten Sektoren unterstütztes Projekt, welches den dort Tätigen alle lebensnotwendigen Mittel zur Verfügung stellt.

### Etymologie des Namens
Im Rahmen einer Umfrage wurde die MRT-Station One-north ursprünglich „Portsdown“ genannt. Die zur Auswahl stehenden Namen waren One-North, Portsdown und Ayer Rajah. Im Januar 2006 entschied man sich für One-north, am 12. März desselben Jahres begann der Bau des One-north Parks. Die Bedeutung des Namens One-north ergibt sich aus der geographischen Lage Singapurs, dieses liegt einen Grad nördlich des Äquators.

## Teilbereiche des Technologieparks „One-North“

### Biopolis
Die Biopolis ist ein biomedizinisches Forschungs- und Entwicklungszentrum in One-north. Der Campus bietet Platz für biomedizinische Forschungs- und Entwicklungsaktivitäten und fördert Peer-Review und Zusammenarbeit zwischen dem privaten und öffentlichen Sektor.

### Fusionopolis
Die Fusionopolis umfasst 30 Hektar Land in One-north und ist ein Forschungs- und Entwicklungszentrum für die Infocomm-Technologie, Medien, Physik und Maschinenbau. Es beherbergt verschiedene Forschungseinrichtungen, Hightech-Unternehmen und Behörden. Die Einrichtungen sind unterirdisch mit der MRT-Station One-north verbunden.

### Metropolis
Die Metropolis wurde im dritten Quartal 2013 fertiggestellt und besteht aus zwei Grade-A-Bürotürmen (23 Stockwerke und 21 Stockwerke) mit insgesamt 110.000 Quadratmetern Bürofläche. Diese beherbergen derzeit multinationale Konzerne wie Shell und P&G.

### Vista
Die Vista ist ein 15-stöckiger Komplex, welcher unter anderem das Einkaufszentrum The Star  und ein Zentrum für darstellende Künste umfasst. Es befindet sich in der Nähe der MRT-Station Buona Vista. The Star umfasst die unteren sechs Etagen der Vista. Das Einkaufszentrum wird von CapitaLand Malls betrieben.

### Ayer Rajah
Das Ayer Rajah ist ein 2010 umfunktionierter Industrieblock, in welchem sich ein High-Tech-Hub mit Dutzenden von digitalen Start-ups und VC-Fonds befindet. Der seit März 2014 existierende Start-up-Cluster beherbergt das International Center der Action Community for Entrepreneurship (ACEIC), welches Start-ups aus Singapur bei der Expansion im Ausland unterstützt, indem es Ressourcen, Beratung und Zugang zu neuen Netzwerken und Märkten bereitstellt, außerdem sind hier auch andere Unternehmen wie Trampolene und A*STAR ansässig.